# Athyrmina albigutta
Athyrmina albigutta är en fjärilsart som beskrevs av Swinhoe 1895. Athyrmina albigutta ingår i släktet Athyrmina och familjen nattflyn. Inga underarter finns listade i Catalogue of Life.